# アルカディウシュ・グウォヴァツキ
アルカディウシュ・グウォヴァツキ（Arkadiusz Głowacki、1979年3月13日 - ）は、ポーランドの元サッカー選手。元ポーランド代表。ポジションはディフェンダー。

## 来歴
2002年2月に親善試合でポーランド代表デビュー。2002 FIFAワールドカップにも出場した。2011年までに29試合に出場した。

## 代表歴

### 出場大会
- ポーランド代表
  - 2002 FIFAワールドカップ

### 試合数
- 国際Aマッチ 29試合 0得点（2002年-2011年）[1]

| ポーランド代表 | 国際Aマッチ | 国際Aマッチ |
| 年             | 出場        | 得点        |
| -------------- | ----------- | ----------- |
| 2002           | 6           | 0           |
| 2003           | 5           | 0           |
| 2004           | 5           | 0           |
| 2005           | 2           | 0           |
| 2006           | 1           | 0           |
| 2007           | 0           | 0           |
| 2008           | 0           | 0           |
| 2009           | 2           | 0           |
| 2010           | 0           | 0           |
| 2011           | 8           | 0           |
| 通算           | 29          | 0           |